# Ruth Rockenschaub
Ruth Rockenschaub (* 16. Juli 1953 in Innsbruck, Österreich) ist eine bildende und darstellende Künstlerin, die u. a. als Schauspielerin, Synchronsprecherin, Musikerin, Moderatorin und Bloggerin tätig ist.

## Leben
Nach dem Besuch eines musischen Gymnasiums absolvierte sie ein Studium im Fach Kommunikationsdesign mit den Schwerpunkten Illustration und Kalligraphie an der Hochschule für Angewandte Künste Hamburg und eine vierjährige Schauspiel- und Musikausbildung in Österreich und Deutschland.
Ruth Rockenschaub lebt als Coach, bildende und darstellende Künstlerin in der Nähe von Hamburg.
Ihr soziales Engagement gilt der Integration geflüchteter Menschen, einem Kinderhospiz, einer Kinderkrebsstation und der Verbesserung von Krankheitssymptomen durch Musik.

## Musikalische Aktivitäten
Rockenschaub arbeitet als Studio- und Livemusikerin in Deutschland und Kanada.
Sie ist auf Platten von Achim Reichel, Novalis, Vicky Leandros, Volker Lechtenbrink, Rex Gildo, Kiev Stingl, Heinz Johann Lang, Charlene Prickett, der Goombay Dance Band, Veronika Fischer und auf diversen Film- und TV-Soundtracks zu hören.
Mit den Bands The Wunderbars, Comerford & Rockenschaub und als Solokünstlerin absolvierte sie zahlreiche Live-Auftritte in Theatern und auf Corporate Events.
Rockenschaub arbeitet als Vocal Coach in den Bereichen Gesang, Arrangement und Artikulation.

## Tätigkeit als Synchronsprecherin und Schauspielerin
Rockenschaub ist als Synchronsprecherin und auch als Sprecherin in der Werbung tätig. Zu den von ihr eingesprochenen Synchronisationen gehören
Filme der Werner-Reihe, Die Ottifanten, Max & Moritz, Derrick, CSI, Providence, verschiedene Computerspiele u. a. Die drei Fragezeichen,
Dieter – Der Film (2006),
Ottifanten,
Werner – Volles Rooäää!!! (1999),
Werner – Das muß kesseln!!! (1996),
Werner - Beinhart!,
Kommando Störtebeker (2001),
Der kleene Punker (1992)
Max und Moritz,
Der tierische Kindergarten.
Als Schauspielerin war sie in diversen TV-Serien wie Ritas Welt (RTL) und Großstadtrevier (ARD) zu sehen.
Rockenschaub hat zahlreiche Hörbücher für die Zentrale Hörbücherei für Blinde eingesprochen.
Sie bestreitet Literaturlesungen auf Hoch- und Plattdeutsch.

## Tätigkeiten in Radio und Fernsehen
Rockenschaub war Moderatorin und freie Mitarbeiterin des NDR-Hörfunks und des ARD-Hörfunks mit eigenen Musiksendungen (Club, Nachtclub, Soultrain, Musik für junge Leute) und freie Mitarbeiterin von VOX.
Darüber hinaus moderierte sie den Rockpalast des WDR.
Außerdem rezitiert sie Literatur im Hörfunk und ist Autorin musikhistorischer Features, u. a. zu Prince, Stevie Wonder, Run-D.M.C., Kurtis Blow, Solomon Burke, Mink DeVille, The Human League, Boy George, Yello und Motown.

## Comedy
Im TV-Magazin DAS! auf N3 und live im Quatsch Comedy Club und der Bar jeder Vernunft konnte man Rockenschaub als Stand-up-Comedian sehen.

## Blog
Seit März 2022 veröffentlicht sie wöchentlich eigene Texte und Audios auf ihrem eigenen Blog.

## Live-Moderation
Sie gestaltet die Live-Moderation von Großveranstaltungen, nationalen und internationalen Filmfestivals, Ausstellungen im Bereich bildende Kunst und Events.
Mit ihrem Live-Talk Reden mit Rockenschaub gastiert sie in verschiedenen deutschen Städten.

## Bildende Kunst
Sie betätigt sich als freie Illustratorin für die Zeitschriften Brigitte (Gruner & Jahr) und Für Sie (Jahreszeiten Verlag), für den Bauer-Verlag und andere Auftraggeber. Zudem hat sie die Covergestaltung für Platten von Achim Reichel, Novalis, Nikolaus Esche und andere übernommen.
Rockenschaub realisierte Tourneeplakate für The Police, die Dire Straits und XTC.
Sie führt eine eigene Besteckkollektion und mehrere Schmucklinien und arbeitet als Stylistin im Bereich Still Life Fotografie.
Ihre Gemälde und Kalligrafien zeigt sie im Rahmen von Ausstellungen.

## Weitere Tätigkeiten
Rockenschaub war als Creative Consultant Content Management für die Firma HiFind SYSTEMS AG an der Entwicklung einer Software für eine netzbasierte Musik-Suchmaschine beteiligt.
Sie berät als Life Coach und Trainer für Führungskräfte in den Bereichen Sprache, Atmung, Körpersprache, Resilienz und Rhetorik.
Rockenschaub verfügt über eine Zulassung als Dozentin für Deutsch als Fremdsprache und Artikulation und ist auf diesem Gebiet für verschiedene Träger tätig.
Für das Filmfest Hamburg hatte sie zwei Jahre lang die protokollarische Leitung und die Leitung des Fundraising inne. Danach leitete sie das Fundraising für das INTERNATIONALE KURZFILMFESTIVAL HAMBURG.